# Leptostroma luzulae
Leptostroma luzulae är en svampart som beskrevs av Lib. 1834. Leptostroma luzulae ingår i släktet Leptostroma och familjen Rhytismataceae.   Inga underarter finns listade i Catalogue of Life.